# Flatormenis fumata
Flatormenis fumata är en insektsart som först beskrevs av Schmidt 1904.  Flatormenis fumata ingår i släktet Flatormenis och familjen Flatidae. Inga underarter finns listade i Catalogue of Life.